# Proporcja (statystyka)
Proporcja, inaczej frakcja lub wskaźnik struktury – w statystyce parametr opisujący udział w populacji jednostek spełniających dany warunek. Proporcja wyrażana jest w formie ułamka lub w procentach. Proporcję z populacji oznacza się grecką literą {\displaystyle \pi } lub literą {\displaystyle p}. Nieobciążonym estymatorem proporcji w populacji jest proporcja (częstość) z próby oznaczana symbolem {\displaystyle {\hat {\pi }}} lub {\displaystyle {\hat {p}}}. 

## Definicja
W populacji skończonej proporcję możemy wyznaczyć dzieląc liczbę elementów spełniających dany warunek {\displaystyle M} przez liczbę wszystkich elementów populacji {\displaystyle N}:
{\displaystyle p={\frac {M}{N}}}.
Analogicznie, proporcja (częstość) w próbie to:
{\displaystyle {\hat {p}}={\frac {m}{n}}},
gdzie {\displaystyle m} to liczba elementów spełniających dany warunek w próbie, zaś {\displaystyle n} to liczebność próby. 

## Estymacja
Przedział ufności dla proporcji wyznacza się często, wykorzystując przybliżenie rozkładem normalnym, za pomocą następującego wzoru:
{\displaystyle {\hat {p}}\pm z{\sqrt {\frac {{\hat {p}}\left(1-{\hat {p}}\right)}{n}}}},
gdzie {\displaystyle {\hat {p}}} to proporcja z próby, {\displaystyle n} to liczba obserwacji w próbie, a {\displaystyle z} to odpowiedni kwantyl standardowego rozkładu normalnego zależny od przyjętego poziomu ufności. 
Zaproponowano również inne sposoby wyznaczania przedziału ufności, mające lepsze właściwości.